# Нова Србија (политичка странка)
Нова Србија (скраћено НС) је политичка странка деснице у Србији. Настала је 1998. издвајањем из Српског покрета обнове, а њен оснивач и тренутни председник је Велимир Илић.

## Историја
Нова Србија је настала издвајањем из Српског покрета обнове. Лидер Нове Србије Велимир Илић је до краја 1997. године био потпредседник Српског покрета обнове. После Драшковићевог приближавања Милошевићу и његовој Социјалистичкој партији Србије, Илић је напустио ову странку и са делом радикалнијег крила СПО-а формирао Нову Србију.
Обрачуни припадника ове две странке, истоветног програма постајали су, како је Драшковић постајао ближи Милошевићу, а Илић све јачи и јачи, готово редовни и по правилу физички. На митингу против Милошевићевог режима на Преображење 2000. године, пошто је Драшковић своје учешће условио тиме да Велимир Илић не говори на скупу, дошло је до физичког обрачуна чланова ове две странке пред великом масом окупљених демонстраната
Самостални излазак на изборе, ван најшире, до тада виђене опозиционе коалиције ДОС, Драшковићев СПО платио је занемарљивим бројем гласова и недобијањем ни једног посланичког места. Велимир Илић, пак, био је један од хероја демонстрација 5. октобра 2000. године. које су Милошевића и његов режим збацили са власти, пошто није признао пораз на изборима. Ипак, ни он није ушао у нову владу Зорана Ђинђића, углавном због неслагања око њеног састава.
На парламентарним изборима у Србији 28. децембра 2003, Нова Србија је освојила 7,7% гласова (22 од 250 посланичких места) у коалицији са Српским покретом обнове (једина монархистичка коалиција). Новој Србији је коалиционим уговором припало 9 посланичких места. Мада су обе странке ушле у Владу Србије, заједнички посланички клуб се веома брзо распао, када је СПО покушао да формира свој самостални посланички клуб, а већина његових посланика одлучила да остане уз Илићеву Нову Србију.
На парламентарним изборима 2007. Нова Србија је у коалицији са Демократском странком Србије освојила 47 посланичких места и поново је била део коалиције странака које су формирале владу Републике Србије 15. маја 2007. Влада Демократске странке, Г17+ Демократске странке Србије и Нове Србије је потрајала само 10 месеци, због неслагања око начина борбе за очување Косова и Метохије у саставу Србије након проглашења независности и приступању Европској унији.
После парламентарних избора 2008. коалиција ДСС-НС се нашла опозицији, освојивши 30 мандата.
У лето 2010. НС напушта народњачку коалицију са ДСС-ом и отпочиње сарадњу са Николићевом Српском напредном странком.
На парламентарним изборима 2012., у оквиру коалиције Покренимо Србију, освојила је 8 посланичких мандата и ушла у Владу Републике Србије. У коалицији са Српском напредном странком учествовала је и на ванредним парламентарним изборима 2014. и 2016. године. Почетком 2017. године напушта дотадашњу коалицију са владајућом Српском напредном странком и прелази у опозиционо деловање. Након раскида коалиционог споразума, странку напуштају истакнути чланови: Дубравка Филиповски, Велимир Станојевић, што све резултира губљењем посланичког клуба и удруживањем са другим опозиционим посланицима у нови клуб За спас Србије — Нова Србија.
На изборима за председника Србије 2017. Нова Србија подржала је председничког кандидата Вука Јеремића.

## Резултати на парламентарним и председничким изборима
| Избори | Коалиција                                    | # гласова | % од важећих | # посланика | Влада                       |
| ------ | -------------------------------------------- | --------- | ------------ | ----------- | --------------------------- |
| 2000   | ДОС                                          | 2.404.758 | 64,09%       | 8 / 250     | владајући (до августа 2001) |
| 2000   | ДОС                                          | 2.404.758 | 64,09%       | 8 / 250     | опозиција (од августа 2001) |
| 2003   | са СПО                                       | 293.082   | 7,66%        | 9 / 250     | владајући                   |
| 2007   | са ДСС-ЈС                                    | 667.615   | 16,55%       | 10 / 250    | владајући                   |
| 2008   | са ДСС                                       | 480.987   | 11,62%       | 9 / 250     | опозиција                   |
| 2012   | Покренимо Србију                             | 940.659   | 24,05%       | 8 / 250     | владајући                   |
| 2014   | са СНС-СДПС-СПО-ПС                           | 1.736.920 | 48,35%       | 6 / 250     | владајући                   |
| 2016   | са СНС-СДПС-ПУПС-СПО ПС-СНП-ПСС-СДСС-УСС-НСС | 1.823.147 | 48,25%       | 5 / 250     | владајући (до јануара 2017) |
| 2016   | са СНС-СДПС-ПУПС-СПО ПС-СНП-ПСС-СДСС-УСС-НСС | 1.823.147 | 48,25%       | 5 / 250     | опозиција (од јануара 2017) |
| 2020   | са НСП                                       | 7.873     | 0,24%        | 0 / 250     | ван парламента              |

| Избори | Кандидат           | #  | 1. круг — гласови | %     | #                | 2. круг — гласови | %                | Резултат | Детаљи                                                   |
| ------ | ------------------ | -- | ----------------- | ----- | ---------------- | ----------------- | ---------------- | -------- | -------------------------------------------------------- |
| 2000   | Војислав Коштуница | 1. | 2.470.304         | 50,24 | без другог круга | без другог круга  | без другог круга | изабран  | кандидат коалиције ДОС; увод у петооктобарску револуцију |

| Избори | Кандидат          | #  | 1. круг — гласови | %      | #                | 2. круг — гласови | %                | Резултат     | Детаљи                              |
| ------ | ----------------- | -- | ----------------- | ------ | ---------------- | ----------------- | ---------------- | ------------ | ----------------------------------- |
| 2003   | Велимир Илић      | 3. | 229.229           | 9,08%  | без другог круга | без другог круга  | без другог круга | [ а ]        |                                     |
| 2004   | Драган Маршићанин | 4. | 414.971           | 13,30  |                  |                   |                  | није изабран | кандидат владајуће коалиције        |
| 2008   | Велимир Илић      | 3. | 305.828           | 7,43   |                  |                   |                  | није изабран |                                     |
| 2012   | Томислав Николић  | 2. | 979.216           | 25.05% | 1.               | 1.552.063         | 49.54%           | изабран      | кандидат коалиције Покренимо Србију |
| 2017   | Вук Јеремић       | 4. | 206.676           | 5,65%  | без другог круга | без другог круга  | без другог круга | није изабран | подршка независном кандидату        |